# Корона, Хуан
Хуан Вальехо Корона (англ. Juan Vallejo Corona; 7 февраля 1934, Аутлан-де-Наварро, штат Халиско, Мексика — 4 марта 2019, Тюрьма штата Калифорния, Коркоран,  Калифорния, США) — мексиканский серийный убийца, совершивший серию из 25 убийств мигрантов в течение четырёх месяцев 1971 года на территории города Юба-Сити. Хуан Корона был признан виновным и 5 февраля 1973 года получил в качестве наказания 25 сроков пожизненного лишения свободы. Свою вину он не признал. Виновность Короны ставилась под сомнение и оспаривалась многими в течение десятилетий, так как на основании ряда доказательств существовала вероятность причастности к серийным убийствам старшего брата Хуана — Нативидада Короны.

## Ранние годы
Хуан Корона родился 7 февраля 1934 года в мексиканском городе Аутлан, штат Халиско. Помимо Хуана в семье было ещё шестеро детей. В конце 1940-х годов два старших брата Хуана — Нативидад и Феликс — эмигрировали в США. Они остановились в городе Юба-Сити, округ Саттер, штат Калифорния. Братья, как и большинство мексиканских эмигрантов, были вынуждены заниматься низкоквалифицированным трудом в сфере сельского хозяйства. Получив опыт работы, имея предпринимательские и организаторские способности, старший из братьев, Нативидад, в начале 1950-х занялся бизнесом: выступая в качестве подрядчика, он составлял с заказчиками договоры подряда и нанимал в качестве рабочих мексиканских трудовых мигрантов и прочих деклассированных элементов. В последующие годы Нативидад привлёк в свой бизнес братьев Феликса, Альваро и Хуана, который прибыл в США в 1954 году и при материальной поддержке старшего брата впоследствии также стал успешным подрядчиком.
В конце 1955 года в округе Саттер произошло наводнение из-за повышения уровня воды в реке Фетер, в результате чего погибло 37 человек и пострадало несколько сотен. Хуан принимал участие в спасении выживших. Это событие имело негативное воздействие на его психику, после чего он стал демонстрировать признаки психического расстройства. Страдая от ипохондрии и клинического бреда, он стал читать Библию и впал в депрессию, на основании чего в январе 1956 года при содействии старшего брата Нативидада был помещён в психиатрическую клинику «DeWitt State Hospital» в городе Оберн. В ходе психиатрического освидетельствования у него были выявлены признаки шизофрении, после чего ему назначили курс лечения. В апреле 1956 года его психическое состояние стабилизировалось, после чего его выписали из клиники. В июне 1959 года, после развода с первой женой, Хуан женился на 23-летней Глории Морено, которая с 1961 по 1968 годы родила ему четырёх дочерей.
В начале 1960-х годов Корона стал основным подрядчиком на ранчо Салливан, расположенном в городе Юба-Сити. В течение последующих лет Хуан нанимал рабочих для выращивания и сборки персиков, гороха и винограда. Также он заключал договоры подряда и поставлял рабочих для работ на фермах и плантациях в городах Колуса и Лодай. Благодаря этому в середине 1960-х годов Хуан Корона стал успешным предпринимателем, он купил большой дом стоимостью 23 000 долларов и обзавёлся парком автомобилей, в том числе фургоном для перевозки людей. Он не увлекался алкоголем и наркотиками, посещал один из приходов Римско-католической церкви. В силу своей интровертности он отличался низкой коммуникабельностью, но тем не менее большинство из его друзей и знакомых того периода отзывались о нём крайне положительно.
После масштабной механизации сельского хозяйства в конце 1960-х внедрение механизмов в процессы обработки почвы и сборки урожаев позволило заменить несколько десятков человек для выполнения этих работ, вследствие чего в 1970 году ранчо Салливан и заказчики в других городах отказались от услуг Хуана Короны. Дождливые зима и весна в 1971 году остановили работу аграриев, благодаря чему бизнес Хуана пошёл на спад, он начал распродавать имущество. Весной того же года он, испытывая материальные трудности, подал заявление о предоставлении ему социального пособия по безработице, но ему было отказано. Кроме того, репутация Хуана была подорвана из-за участия в преступлении, которое совершил Нативидад Корона, в ходе которого он напал в собственном баре на Хосе Райа, нанеся ему 19 колото-резаных ран головы с помощью ножа и мачете. Помимо обвинений, Райа предъявил братьям иск в размере 800 000 долларов, но Нативидад вскоре после преступления сумел покинуть территорию США и скрыться.

## Арест и разоблачение
4 мая 1971 года Корона был допрошен полицией в связи с исчезновением Сигрида Байермена. Байермен был представителем маргинального слоя общества, который наряду с мигрантами и прочими деклассированными элементами сотрудничал с подрядчиками и нанимался работать на плантациях. Друг Байермена заявил полиции, что незадолго до исчезновения тот общался с Хуаном Короной, после чего Корона увез его в своем фургоне в неизвестном направлении. Корона отрицал факт знакомства с пропавшим и заявил, что о его местонахождении не имеет никаких сведений. В конечном итоге его были вынуждены отпустить. В мае того же года Хуан Корона заключил договор подряда с владельцем ранчо «Кахегиро», расположенного неподалеку от ранчо «Салливан» в Юба-Сити, и начал поставлять ему рабочих. 20 мая владелец ранчо заметил характерные изменения в рельефе почвы в персиковом саду и откопал одну из ям, в которой было обнаружено тело Кеннета Уитакера, пропавшего без вести за день до этого. Уитакер был убит от последствий колото-рубленых ран, нанесённых ему мачете. Судмедэксперт установил, что смерть наступила в дневное время 19 мая, за день до обнаружения его трупа.
25 мая было аналогичным образом было обнаружено тело на территории ранчо «Салливан», после чего полицией были начаты эксгумационные работы, в ходе которых в тот же день было обнаружены в разной степени сохранности ещё 7 тел, которые погибли от последствий нанесения колото-рубленых ран. В двух могилах были обнаружены две квитанции, выданные на имя Хуана Короны. Одно из тел было идентифицировано как тело Сигрида Баейрмена, которого в последний раз видели с Хуаном. На основании этих фактов 26 мая полицией был выдан ордер на обыск апартаментов и другой собственности Хуана Корона. В ходе обыска были обнаружены множество колото-режущих инструментов, таких как ножи, мачете, топор. Кроме этого, были обнаружены пистолет, комплект одежды со следами крови, расчётные листы по заработной плате, списки работников. В салоне фургона, который использовался Хуаном для перевозки рабочих, были найдены несколько замытых пятен крови. На основании результатов обыска, вечером 26 мая 1971 года Хуана Корона был арестован и ему были предъявлены обвинения в убийствах. На следующей неделе в ходе эксгумационных работ было найдено ещё 16 трупов и общее количеств жертв достигло 24, в теле одной из жертв была найдена пуля, вследствие чего пистолет, найденный в доме Короны, был отправлен на судебно-баллистическую экспертизу.
Корона настаивал на своей невиновности, будучи в окружной тюрьме, 18 июня он перенёс сердечный приступ, а количество жертв достигло 25 человек. В августе 1971-го он перенёс ещё один сердечный приступ.

## Суд
Судебный процесс открылся 12 сентября 1972 года в городе Фэрфилд, округ Солано. В день первого заседания за пределами здания суда сторонники Короны провели демонстрацию, в ходе которой за различные правонарушения были арестованы несколько человек, в том числе сестра Хуана. Короне были предъявлены обвинения в 25 убийствах. Основной доказательной базой обвинения послужили показания 116 свидетелей обвинения и более 900 доказательств, большинство из которых косвенно связывали Корону с убийствами. Среди самых весомых улик были такие, как две квитанции, которые были найдены в одной из могил, свидетельские показания друга одной из жертв, который заявил суду, что погибший перед исчезновением находился в фургоне Короны, замытые пятна крови, группа которой совпадала с группой крови ряда жертв, а также ряд ножей и мачете, ширина и длина лезвия которых соответствовали ширине и длине колото-рубленых ран, найденных на телах всех обнаруженных жертв.
Адвокаты Хуана Короны настаивали на невиновности своего подзащитного, основываясь на том, что в совершении убийств был обнаружен гомосексуальный подтекст, так как большинство из тел были найдены с расстёгнутыми или со спущенными штанами, в то время как Хуан гомосексуалистом не был. На уликах, которые, по мнению следствия, указывали на причастность Хуана, не было обнаружено отпечатков пальцев обвиняемого. В ходе расследования судмедэксперты затруднились с установлением даты смерти большинства из найденных жертв, в то время как Корона предоставил алиби на многие дни зимы и весны 1971 года, однако по неустановленным причинам для подтверждения этих фактов в суд не было вызвано ни одного свидетеля обвинения.
Также защитники усомнились в достоверности результатов идентификации жертв, так как на многих из найденных тел отсутствовала кожа на подушечках пальцев, вследствие чего адвокаты обвинили полицию и следователей в небрежном расследовании. Одним из самым весомым доказательством в пользу невиновности Короны послужил тот факт, что на протяжении всей своей карьеры Корона сотрудничал только с мексиканскими трудовыми мигрантами и почти не знал английского языка, в то время как все 25 убитых были белыми мужчинами, большинство из которых не знали испанского языка. В свою очередь, сторона обвинения предоставила суду сводные документы, такие как бухгалтерские книги и журналы учёта, найденные во время обыска дома Короны, которые содержали список из 34 имен, девять из которых были среди тех, кто был найден на ранчо «Салливан». Ещё 6 жертв были записаны в списке под инициалами своих имён и прозвищами.
Адвокаты обвиняемого заявили суду, что их подзащитный не причастен к этим документам, и обвинили в составлении этих списков его брата Нативидада, с которым Хуан вёл собственный бизнес вплоть до исчезновения брата незадолго до обнаружения трупов. По словам Хуана, Нативидад Корона, будучи также подрядчиком и хозяином одного из баров в Юба-Сити, долгие годы общался с представителями маргинального слоя общества, увлекающимися алкоголем и наркотическими веществами, которых в течение нескольких лет он привлекал на работы для обработки земель и сбора урожая. На основании этого Хуан Корона отрицал свою причастность к совершению серии убийств, так как все убитые являлись представителями маргинального слоя общества, страдающими алкогольной зависимостью и негодными в качестве рабочей силы. Три почерковедческих эксперта на основании графологической экспертизы пришли к выводу, что некоторые записи в сводных документах были действительно составлены рукой Хуана Короны.
Несмотря на массу противоречивых данных и несостыковок в этом судебном процессе, 19 января 1973 года жюри присяжных заседателей после недели совещания вынесло единогласный вердикт о виновности Хуана Короны в 25 убийствах. Незадолго до этого у него была диагностирована коронарная недостаточность. После зачитывания 9-го обвинительного приговора жене и одной из дочерей Короны стало плохо, в связи с чем девушка была доставлена в больницу. Защита Короны заявила, что Хуан сам лишил себя оправдательного вердикта, отказавшись давать показания в свою защиту. Большинство из членов жюри присяжных заседателей после процесса заявили, что согласны с мнением его защитников, отметив, что на вынесение вердикта повлияла неспособность Короны занять позицию.
На основании вердикта 6 февраля 1973 года Хуан Корона был получил в качестве наказания 25 пожизненных сроков лишения свободы с правом условно-досрочного освобождения по отбытии 7 лет заключения в связи с действием на тот момент в штате Калифорния моратория на применение смертной казни в качестве уголовного наказания.

## В заключении
После осуждения Корона из-за проблем с сердцем был этапирован в тюремный госпиталь «California Medical Facility» в городе Вакавилл, где 2 декабря 1973 года он подвергся нападению, в ходе которого ему было нанесено 32 удара ножом, в результате чего он потерял левый глаз и получил серьёзные травмы грудной и брюшной областей. Несмотря на тяжёлые ранения, Корона выжил и после трёхчасовой операции пошёл на поправку. В ходе расследования были названы имена четырёх заключённых латиноамериканского происхождения, но истинный мотив нападения так и остался неизвестным. Вскоре после этого инцидента его жена с ним развелась. В середине 1970-х адвокаты Короны составили апелляционный документ и подали апелляцию на отмену приговора и назначение нового судебного разбирательства.
Верховный суд нашёл в деле уголовно-процессуальные ошибки, подтвердил тот факт, что процедура и форма, использованные для выдачи ордера на обыск и арест Хуана Короны 26 мая 1971 года, были незаконными и противоречили конституционным и нормативным актам, касающихся ордеров на обыск и арест. Также суд подтвердил, что немаловажным аспектом послужила степень огласки в СМИ процесса расследования и судебного разбирательства, в ходе которого Корона задолго до обвинительного вердикта назывался виновным в совершении убийств. Интенсивная огласка по делу Короны, как и сам эффект гласности, по мнению многих, способствовал социальным предрассудкам в деле его осуждения. Верховный Суд удовлетворил апелляцию в мае 1978 года и назначил новое судебное разбирательство.
Так как мотив совершения убийств установлен не был, адвокаты на новом судебном разбирательстве возложили всю ответственность за совершение убийств на старшего брата Хуана — Нативидада Корону, который, будучи подрядчиком, нанимал на работы постояльцев своего бара, увлекающихся алкогольной зависимостью. Будучи открытым геем, Нативидад Корона был известен в округе тем, что склонял ряд нанятых им рабочих к сексу. Страдая от третичного сифилиса, Нативидад в начале 1970-х начал проявлять признаки безумия и часто впадал в ярость, благодаря чему в 1970 совершил нападение, нанеся жертве колото-резаные раны, после того как тот отверг его сексуальные домогательства. Опасаясь тюремного заключения, Нативидад покинул территорию США и скрылся на территории Мексики. Дальнейшая судьба Нативидада Короны осталась неизвестной, по одним данным он умер в 1973 году, однако адвокаты Хуана нашли врача, подписавшего свидетельство о смерти Нативидада, который признал, что составил акт, получив материальное вознаграждение от знакомых Нативидада в отсутствие тела умершего, что означало высокую вероятность того, что Нативидад инсценировал свою смерть, опасаясь уголовного преследования.
Защита Хуана предоставила свидетелей в суд, в изложении которых следовало, что старший брат Хуана был знаком с некоторыми из жертв и, как гомосексуалист, имел мотив для убийств. Обвинение в значительной степени опиралось на показания судебной экспертизы о пятнах крови и других материалах, которые, по мнению следствия, были связаны с убийствами. В суде были предоставлены почти 1000 доказательств и показания более 100 свидетелей обвинения.
В июле 1982 года на очередном судебном заседании прокуратурой членам жюри присяжных заседателей были продемонстрированы выдержки из интервью, которое Хуан Корона дал изданию «Ассошиэйтед Пресс» в августе 1973 года, в котором заявил, что его брат покинул территорию Мексики в начале 1970-го, за год до того, когда, по версии следствия, было совершено первое убийство. Во время судебного заседания Хуан Корона так и не нашёл никакого логического объяснения этому несоответствию его показаний в 1973 году. Ещё одно несоответствие возникло после того, как один из свидетелей защиты по имени Рой Калхун заявил, что, будучи нанятым Хуаном Короной в апреле 1971 года, видел Нативидада, который на тот период находился в округе Саттер и занимался развозкой рабочих на своём фургоне и соответственно мог быть причастен к серийным убийствам. Однако документы, предоставленные прокуратурой, показали, что Калхун работал на Хуана Корону в 1969 и 1970 годах, а не весной 1971-го.
В конечном итоге жюри присяжных заседателей в сентябре 1982 года признало Хуана Корону виновным в совершении 25 убийств, на основании чего 21 октября того же года он был вновь приговорён к 25 пожизненным срокам лишения свободы с правом условно-досрочного освобождения. После вынесения вердикта большинство членов присяжных заседателей заявили, что защитники Хуана так и не смогли установить прямой связи доказательств причастности Нативидада Короны к совершению убийств.
Все последующие годы жизни Хуан Корона провёл в разных пенитенциарных учреждениях США. В 1984 и 1987 годах он подавал ходатайство на условно-досрочное освобождение, но ему было отказано. Будучи в тюрьме, он работал в тюремной столовой, отличался низкой коммуникабельностью и демонстрировал эмоциональные признаки депрессии. В преддверии очередных слушаний по его условно-досрочному освобождению в 1990 году Корона сделал заявление о том, что готов публично признать вину в инкриминируемых ему преступлениях, но затем отказался от своих слов и ему было в очередной раз отказано.
В середине 1990-х у него было диагностирована болезнь Альцгеймера. Его психическое здоровье стало ухудшаться, в связи с чем с 1993 по 1998 год он совершил несколько правонарушений и был подвергнут дисциплинарным взысканиям. Несмотря на рекомендации специалистов о том, что Корона по состоянию здоровью не может отбывать дальнейшее наказание, в 1998 году ему было отказано в условно-досрочном освобождении в 5-й раз. В 2010 году у 76-летнего Корона обострились проблемы со здоровьем, благодаря чему он был переведён в тюремный госпиталь тюрьмы «Corcoran State Prison», где мог передвигаться только с помощью инвалидной коляски. Кроме этого, у него была диагностирована деменция, благодаря чему его адвокат на очередных слушаниях в 2011 году справедливо отметил, что Хуан в связи с состоянием здоровья больше не представляет никакой опасности для общества.
На этих слушаниях в 2011 году Корона впервые за 40 лет заключения публично признал свою вину в совершении убийств. В качестве мотива он указал личную неприязнь по отношению к убитым из-за их алкогольной зависимости и ведения маргинального образа жизни. По его свидетельству, он убивал мужчин, опасаясь их угроз, после того как они в состоянии алкогольного опьянения незаконно вторгались на территорию садов, где он весной 1971 года организовал работы по обработке земель для засева урожая. Вдобавок, ввиду его слабоумия, достоверность его показаний была подвергнута сомнению. Тем не менее ему было в очередной раз отказано в освобождении, так как он не может определять свою дальнейшую моральную деятельность, не способен принять систему ценностей общества, по причине чего способен на рецидив. В 2016 году ему было отказано в 8-й раз и запрещено подавать подобные ходатайства до 2021 года

## Смерть
Хуан Корона умер от естественных причин 4 марта 2019 года в тюрьме штата Калифорния в Коркоране в возрасте 85 лет, проведя в заключении почти 48 лет.